# Bloody Tourists
Bloody Tourists — шестой студийный альбом британской поп-рок-группы 10cc и второй, выпущенный во всём мире Mercury Records и в Северной Америке Polydor Records в сентябре 1978 года.
Записан группой на Strawberry Studios South в Доркинге после ухода двух основателей, Кевина Годли и Лола Крима. Альбом продюсировали Эрик Стюарт и Грэм Гоулдман. Он достиг 3 места в UK Albums Chart и 69 места в чартах США. Сингл «Dreadlock Holiday» достиг в британском чарте 1 строчки.
Это первый студийный альбом 10cc, в котором группа представлена в виде секстета. Новый состав уже был собран для тура в поддержку предыдущего альбома группы, Deceptive Bends, но Тони О’Мэлли был заменён на Дункана Маккея на клавишных. Группа также была усилена за счёт сочинения песен и вокальных партий другими участниками, помимо основного дуэта Стюарта и Гоулдмана.
Обложка и в этот раз была создана студией Hipgnosis с графикой Джорджа Харди. Фотография на обложке была сделана Обри Пауэллом из Hipgnosis. Идея обложки была вначале представлена Genesis, но они отвергли её. На карте, брошенной ветром кому-то в лицо, изображен французский остров Мартиника, расположенный на Малых Антильских островах Вест-Индии в восточной части Карибского моря. На обложке также первые представлен логотип 10cc со звездой внутри нуля.

## Список композиций

### Сторона А
1. «Dreadlock Holiday» (Graham Gouldman, Eric Stewart) — 4:31
2. «For You and I» (Gouldman, Stewart) — 5:25
3. «Take These Chains» (Gouldman, Stewart) — 2:36
4. «Shock on the Tube (Don’t Want Love)» (Stewart) — 3:48
5. «Last Night» (Gouldman, Rick Fenn) — 3:20
6. «Anonymous Alcoholic» (Gouldman, Stewart) — 5:51

### Сторона B
1. «Reds in My Bed» (Stewart, Stuart Tosh) — 4:08
2. «Lifeline» (Gouldman) — 3:30
3. «Tokyo» (Stewart) — 4:33
4. «Old Mister Time» (Duncan Mackay, Stewart) — 4:36
5. «From Rochdale to Ocho Rios» (Gouldman) — 3:48
6. «Everything You’ve Wanted to Know About!!! (Exclamation Marks)» (Stewart) — 4:31

## Музыканты
- Эрик Стюарт — ведущий и бэк-вокал, гитара, клавишные, перкуссия
- Грэм Гоулдман — бас-гитара, ведущий и бэк-вокал, гитара, перкуссия, цитра на «Tokyo»
- Рик Фенн — гитара, бэк-вокал, саксофон, клавишные
- Пол Берджесс — барабаны, перкуссия, бэк-вокал на «From Rochdale to Ocho Rios»
- Стюарт Тош — барабаны, перкуссия, ведущий и бэк-вокал, тромбон на «The Anonymous Alcohol»
- Данкан Макэй — клавишные, синтезатор Yamaha CS-80, скрипка, перкуссия, бэк-вокал
- Кэйт Спат — виолончель на «Old Mister Time»
- Тони Спат — бэк-вокал на «From Rochdale to Ocho Rios»